# Микула Кречетников
Мику́ла Кре́четников (середина XV века) — тверской мастер-пушкарь и командующий артиллерией при тверском князе.
Получил известность на Руси за то, что, по-видимому, первым начал изготавливать вместо кованных железных орудий литые медные. Упоминается применительно к боевым действиям, проходившим в рамках междоусобной войны в Московской Ручи начала XV века между московским князем Висилием II Тёмным и претендентом на московский престол Дмитрием Юрьевичем Шемякой. В 1446 году во время осады московским войском Углича, где держал оборону сын претендента Юрий Дмитриевич, тверской князь Борис Александрович направил в помощь московскому князю «пушки бити город». Микула руководил артиллерией тверского войска во время осады, проходившей под командованием Бориса и Семёна Захарьичей Бороздиных.
Придворный писатель тверского князя инок Фома так отзывался о Микуле около 1453 года: «Таков беяше той мастер, но яко и среди немец не обрести такова».
По мнению историка А. В. Кузьмина, Микула Кречетников, а также другой известный пушкарь той эпохи — внук Ивана Васильевича Вельяминова Микула Фёдорович Рогушка — это одно и то же лицо.